# Génesis (Héroes)
«Génesis» es el primer episodio de la serie de televisión Héroes, creada por Tim Kring. El capítulo, dirigido por David Semel, se centra en el descubrimiento por parte de los personajes de sus habilidades, de ahí el nombre (Génesis significa «origen» en griego).
El episodio consiguió en Estados Unidos una audiencia de 14,1 millones de espectadores.

## Resumen
En Madras, India, Mohinder Suresh está dando una clase en la universidad en la que les cuenta a sus alumnos la posibilidad de que algunos miembros de la especie humana hayan evolucionado hasta usar una mayor parte de su cerebro, dando lugar así a la aparición de habilidades como la regeneración o la levitación. Al acabar la clase, un compañero le informa de que su padre Chandra, que había viajado a Nueva York, ha sido asesinado en su taxi. Mohinder está convencido de que ha sido a causa de las teorías sobre la evolución que creó y va al apartamento de su padre en Madras, donde descubre que no está solo. Hace alguna foto del material de su padre y huye antes de ser descubierto. Tres días después, Mohinder viaja a Nueva York y va al apartamento de su padre en Brooklyn. Lo encuentra todo desordenado y se da cuenta de que también lo han registrado, aunque continúan allí todos sus trabajos y una cinta de audio en el suelo en la que pone “Sylar”. 
En otro lugar de Nueva York, una mujer llamada Simone Deveaux abre la puerta de su casa, despertando a Peter Petrelli, el enfermero que cuida de su padre Charles, que se encuentra muy enfermo. Peter se encuentra atraído por Simone y en un sobresalto la pide una cita, pero ella le dice que ya sale con alguien. Después, Peter va a ver a su hermano Nathan, candidato al Congreso, y le cuenta que cree que puede volar, que ya ha tenido dos sueños en los que se tira desde un edificio y que esa mañana al levantarse ha levitado. En ese momento, Nathan recibe una llamada de su madre, que ha sido detenida por robar en una tienda. Cuando van a verla Nathan solo se preocupa por ocultar la situación para que no dañe su campaña, mientras que Peter se preocupa demasiado por ella. 
Simone va a visitar a su novio, Isaac, que es un pintor adicto a la heroína, y le encuentra muy nervioso, rompiendo algunos de sus cuadros. Isaac la cuenta que no recuerda haber pintado esos cuadros y que algunos en los que aparecen accidentes y que pintó hace tiempo, se están cumpliendo. Simone le dice que busque ayuda, sin embargo él dice que lo único que puede hacer es suicidarse, así que la echa del apartamento. 
Por su parte, Peter va más tarde a visitar a Nathan de nuevo y le informa de que ya han soltado a su madre. Nathan le ofrece un puesto como coordinador de su campaña, con el objetivo de que la gente le vea como un tipo muy unido a su familia y así aumentar sus votos. Pero Peter se niega, pues solo intenta aprovecharse de él, y se marcha. Al pedir un taxi, es Mohinder, que ahora continua con el trabajo de taxista de su padre, el que para. En el taxi, Peter recibe la llamada de Simone y al bajarse, se monta otro hombre que comienza a hablarle a Mohinder sobre su padre Chandra. Entonces Mohinder reconoce que la voz del hombre es la que había escuchado en el apartamento de su padre en Madras, para el taxi y sale corriendo.
Peter va a casa de Simone y ella le lleva a casa de Isaac. Allí le encuentran tirado en el suelo sobre una pintura de Nueva York explotando. Isaac tiene una sobredosis y repite continuamente “Tenemos que impedirlo”. Simone llama a urgencias y entonces Peter ve uno de los cuadros de Isaac, en el que aparece él volando. Más tarde, Peter sube a lo alto de un edificio y llama a Nathan, que desde abajo le dice que no haga locuras. A pesar de ello, Peter se tira y sin saber cómo, Nathan sale volando y le coge antes de caer, aunque se le escurre de la mano.
En Las Vegas, Nevada, una mujer llamada Niki Sanders se desnuda ante una cámara web para ganar dinero con el que pagar las facturas de su casa y cuidar de su hijo Micah. Minutos después, dos hombres que trabajan para un mafioso llamado Linderman al que Niki debe dinero, llaman a la puerta de la casa y Niki y Micah consiguen escapar por la puerta de atrás justo antes de que los hombres derribaen la puerta. Van al colegio de Micah y Niki habla con el director, que le informa de que los últimos cheques que ha pagado los han devuelto y que Micah no puede seguir en el colegio. Niki sale enfadada y al pasar junto a una pecera se da cuenta de que su reflejo se mueve de forma distinta que ella. Lleva a su hijo a casa de su amiga Tina para que le cuide durante unas horas y cuando regresa a casa, los dos hombres todavía continúan allí y la cogen. Proponen a Niki que se desnude para ellos a cambio de bajar el dinero de la deuda y al negarse, uno de los hombres la pega un puñetazo. Cuando Niki despierta encuentra la habitación destrozada y a los hombres muertos. Al mirarse al espejo, su reflejo le sonríe y se pone el dedo sobre la boca en señal de silencio. 
En Odessa, Texas, un chico graba en video cómo su amiga se tira desde una gran altura y se levanta sin más, colocándose el brazo partido y presentándose a la cámara como Claire Bennet, mientras la herida de su cara se cura sola en un instante. De vuelta a casa, se encuentran con un tren en llamas y Claire entra en él, en un principio con el objetivo de ver si podía aguantar el calor, pero dentro encuentra a un hombre y consigue salvarle. Ya en casa, Claire está fregando los platos y llega su padre, que es el hombre que perseguía a Mohinder.
En Tokio, Japón, un oficinista llamado Hiro Nakamura consigue romper el espacio-tiempo y retrasar un segundo el tiempo. Emocionado, se lo cuenta a su amigo Ando, que trabaja con él, pero éste le toma por loco. Tras salir del trabajo, ambos van a un bar y Hiro le dice a Ando que intentará teletransportarse al baño de mujeres para que así le crea. Aunque Hiro lo logra, Ando no le había visto y aún no le cree. Ya separados, Hiro se monta en el metro y al ver un cartel de Nueva York, el reloj que está detrás de él empieza a avanzar rápidamente y se teletransporta a allí. Al aparecer en Times Square, Hiro pega un grito de júbilo.